# Municipio de Marlboro (condado de Delaware)
El municipio de Marlboro (en inglés: Marlboro Township) es un municipio ubicado en el condado de Delaware en el estado estadounidense de Ohio. En el año 2010 tenía una población de 281 habitantes y una densidad poblacional de 9,01 personas por km².

## Geografía
El municipio de Marlboro se encuentra ubicado en las coordenadas 40°24′53″N 83°3′52″O / 40.41472, -83.06444. Según la Oficina del Censo de los Estados Unidos, el municipio tiene una superficie total de 31.19 km², de la cual 29,23 km² corresponden a tierra firme y (6,29 %) 1,96 km² es agua.

## Demografía
Según el censo de 2010, había 281 personas residiendo en el municipio de Marlboro. La densidad de población era de 9,01 hab./km². De los 281 habitantes, el municipio de Marlboro estaba compuesto por el 98,93 % blancos, el 0,36 % eran amerindios y el 0,71 % eran de una mezcla de razas. Del total de la población el 0 % eran hispanos o latinos de cualquier raza.